# SAKURA (清木場俊介の曲)
「SAKURA」（サクラ）は、日本の歌手清木場俊介の8枚目のシングルである。2007年12月12日発売。発売元はrhythm zone。

## 概要
前作「最後の夜」から約5か月ぶりのリリースで、前作同様ノンタイアップ作品。
ジャケットが異なる【CD＋DVD】と【CD】の2形態で発売された。DVDにはレコーディング風景ほか、「SAKURA」の3種類の密着映像を収録。初回盤特典として【CD＋DVD】と【CD】にボーナストラックとしてそれぞれ1曲収録されている。
シングルは、2007年12月24日付のオリコン週間シングルランキングで9位を記録した。

## 収録曲

### CD
1. SAKURA(5:40)
（作詞・作曲：清木場俊介・川根来音）
ストリングス主体のバラード。
レコーディング風景が本作の初回限定盤のDVDや2ndアルバム『IMAGE』のDVDに収録されている。レコーディング風景とは別にミュージック・ビデオも制作されており、映像作品『VIDEO CLIPS』に収録されている。
オリジナル・アルバムには未収録で、スタジオ音源はベスト・アルバム『清木場俊介 SONGS 2005-2008』でアルバム初収録となった。
2. 夏のまぼろし(4:49)
（作詞・作曲：清木場俊介・川根来音）
夏の情景を描いたバラード。よなは徹で三線で参加している[3]。
3. SAKURA(カラオケ)(5:39)

ボーナストラック
SAKURA Rough Version
「CD+DVD」の形態の初回盤特典として収録。表題曲のアコースティック・ギターの弾き語りデモ音源。
例えば…ボクが。 Live Version 2007.10.01 Zepp Tokyo
「CDのみ」の形態の初回盤特典として収録。EXILESのアルバム『HEART of GOLD 〜STREET FUTURE OPERA BEAT POPS〜』収録曲のライブ・バージョン。2007年10月1日にZepp Tokyoでのライブで録音された音源。

### DVD
- SAKURA Recording Documentary
- SAKURA Real Recording Version
- SAKURA Fixed Camera Version

## 参加ミュージシャン
| SAKURA - 清木場俊介：Vocal - 川根来音：Acoustic Guitar - 高橋圭一：Electric Guitar - 沖山優司：Electric Bass - 松本淳：Drums - 川村ケン：Keyboard - 弦一徹ストリングス：Strings | 夏のまぼろし - 清木場俊介：Vocal - よなは徹：Sanshin |

## 収録アルバム
SAKURA
- 清木場祭2007（ライブ音源）
- 清木場俊介 SONGS 2005-2008